# Psyche careyi
Psyche careyi är en fjärilsart som beskrevs av Macalister 1867. Psyche careyi ingår i släktet Psyche och familjen säckspinnare. Inga underarter finns listade.